# Йохан фон Валдбург-Зоненберг
Йохан фон Валдбург-Зоненберг (на немски: Johann von Waldburg-Sonnenberg; * ок. 1470; † 24 юни 1510) от швабския род Валдбург, е от 1483 г. 3. имперски граф на Зоненберг и господар на Волфег. Линията Зоненберг изчезва през 1511 г.

## Биография
Той е третият син на имперски граф Еберхард I фон Валдбург-Зоненберг (1424 – 1479) и съпругата му графиня Кунигунда фон Монфор-Тетнанг († сл. 1463), дъщеря на граф Вилхелм IV фон Монфор-Тетнанг († ок. 1439) и графиня Кунигунда фон Верденберг-Хайлигенберг-Блуденц († 1443). Брат е на Еберхард II († 1483), от 1479 г. 2. имперски граф на Зоненберг, Андреас († 1511, убит от граф Феликс фон Верденберг), от 1510 г. 4. имперски граф на Фридберг и Шеер (1472), и Ото († 1491), епископ на Констанц (1474/1481 – 1491).
През 1487 г. Йохан участва в нападателната война на ерцхерцог Сигизмунд фон Тирол против Република Венеция. В битката при Роверето 17-годишният Йохан фон Валдбург-Зоненберг доброволно участва в двубой с Антонио Мария ди Сансеверино, синът на веницианския кондотиер, който се състои под замък Прадаглия (днес руина) на западния бряг на Еч. Който е победен трябва да извика Катарина. Той се заклева, ако победи ще подари малък манастир във Волфег. Когато граф Йохан пада от коня боят продължава на земята. Граф Йохан успява да нарани венецианеца в бедрото. Той изплашен изкрещява „Катарина!“ и така се признава за победен.
Йохан получава разрешение от папа Юлий II и построява от 1502 г. манастирче с базилика. След ранната му смърт 1510 г. неговият наследник и зет трушсес Георг III довършва строежа и предава манастира на францисканците и го превръща през 1519 г. в „Августински-Колегиатщифт“ „с 1 пропст, 9 светски свещеници, 4 ученика и 1 училищен майстер“.

## Фамилия
Йохан фон Валдбург-Зоненберг се жени ок. май 1488 г. за Йохана графиня фон Залм († 28 юни 1510), дъщеря на граф Йохан V фон Салм (1431 – 1485) и Маргарета фон Зирк (1437 – 1520). Те имат децата:
- Сибила фон Валдбург-Зоненберг (* 24 юли 1536; † 6 ноември 1536), омъжена 1507 г. за фрайхер и „трушсес“ Вилхелм фон Валдбург (* 1470; † 17 март 1557)
- Аполония фон Валдбург-Зоненберг († пр. 1514), омъжена на 4 август 1509 г. за наследствен „трушсес“ Георг III фон Валдбург-Волфег-Цайл (* 25 януари 1488; † 29 май 1531)
- Катарина фон Валдбург-Зоненберг (* 21 октомври 1495; † 14 октомври 1563), омъжена на 20 януари 1512 г. за граф Улрих X (XI, XVI) фон Хелфенщайн-Визенщайг (* 20 юли 1486; † 22 май 1548)
- Мария фон Валдбург-Зоненберг († 1547)
- Фелицитас фон Валдбург-Зоненберг († 15 септември 1520)